# 贵州省人民委员会
贵州省人民委员会是1955年2月至1967年12月间中华人民共和国贵州省的省级国家行政机关。

## 历任领导

### 贵州省一届人大期间
- 任期：1955年2月—1958年9月
- 省长：周林
- 副省长：周素园、吴实、徐健生、欧百川、陈璞如（1956年12月－）、赵欲樵（1956年12月－）

### 贵州省二届人大期间
- 任期：1958年9月—1963年12月
- 省长：周林
- 副省长：吴实、徐健生、陈璞如、赵欲樵、戴晓东

### 贵州省三届人大期间
- 任期：1963年12月—1967年12月
- 省长：周林（－1965年7月） → 李立（1965年7月－）
- 副省长：吴实、徐健生、陈璞如、赵欲樵、戴晓东、田君亮、陈铁、程宏毅（1965年7月－）